# Conidae

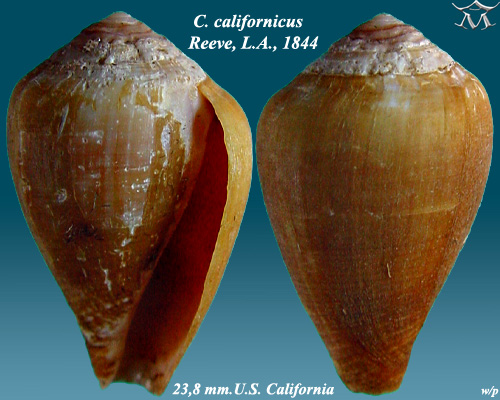
Californiconus californicus

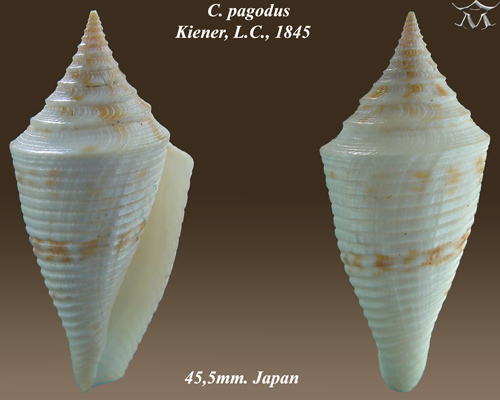
Conasprella pagoda

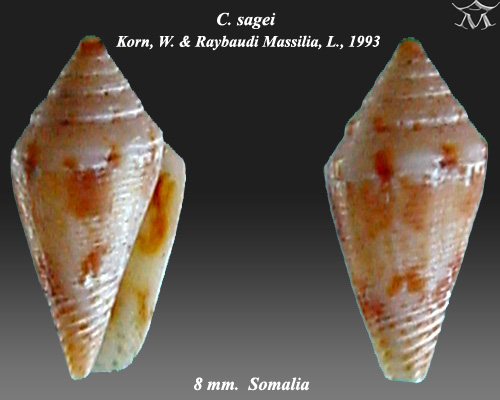
Lilliconus sagei

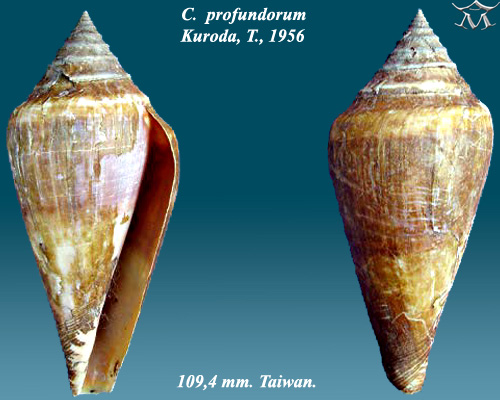
Profundiconus profundorum

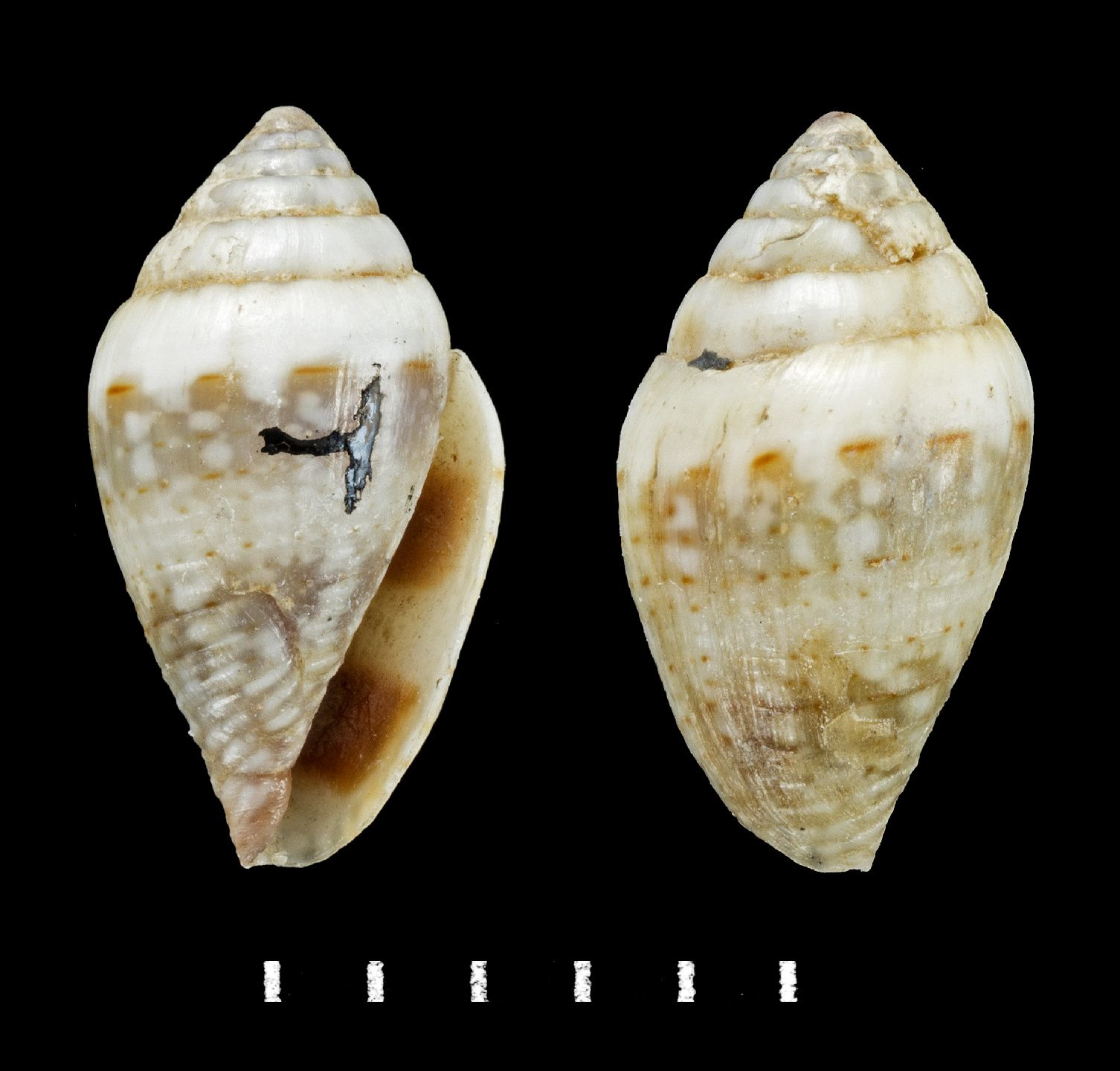
Pygmaeconus traillii

I Conidi (Conidae J. Fleming, 1822) sono una famiglia di molluschi gasteropodi marini della sottoclasse Caenogastropoda.

## Descrizione
La caratteristica comune a tutte le specie della famiglia è la conchiglia affusolata, grossolanamente conica. Le dimensioni delle varie specie sono estremamente variabili, da pochi cm a oltre 20 cm. La colorazione è anch'essa molto variabile, talune specie hanno colori brillanti e pattern molto variegati.

## Biologia
I gasteropodi di questa famiglia sono dotati di un dardo o arpione velenoso, una struttura chitinosa differenziatasi da un dente della radula.
 
Questo arpione è usato per iniettare una tossina paralizzante nelle potenziali prede, in genere vermi marini ma anche piccoli pesci. La tossina di alcune specie (Conus geographus, Conus aulicus, Conus textile, Conus marmoreus), può essere pericolosa anche per l'uomo.

## Distribuzione e habitat
Le specie di questa famiglia popolano i mari tropicali di tutto il mondo: circa il 70% di loro vivono nelle barriere coralline. Alcune specie si sono adattate ad ambienti temperati quali il mar Mediterraneo, la costa del Sudafrica, o le acque della California meridionale.
Sono animali bentonici, presenti dalla zona intertidale al piano infralitorale.

## Tassonomia
La composizione di questa numerosa famiglia è cambiata radicalmente negli ultimi anni. 
Nel 2015 è stato pubblicato uno studio basato sull'analisi filogenetica molecolare che separava i membri viventi della famiglia in quattro generi:  Conus, Conasprella, Profundiconus e Californiconus assegnando circa l'85% delle specie al genere Conus con 57 sottogeneri, al genere Conasprella 11 sottogeneri e al genere Profundiconus una dozzina di sottogeneri.
Successive elaborazioni e la scoperta di nuovi generi hanno portato il World Register of Marine Species (WoRMS) a una configurazione tassonomica che prevede nove generi viventi. Il genere Conus detiene da solo 760 specie.
- Californiconus J. K. Tucker & Tenorio, 2009
- Conasprella Thiele, 1929
- Conus Linnaeus, 1758
- Kenyonia Brazier, 1896
- Lilliconus G. Raybaudi Massilia, 1994
- Malagasyconus Monnier & Tenorio, 2015
- Profundiconus Kuroda, 1956
- Pseudolilliconus J. K. Tucker & Tenorio, 2009
- Pygmaeconus Puillandre & Tenorio, 2017

Sono noti anche sette generi fossili:
- † Conilithes Swainson, 1840
- † Contraconus Olsson & Harbison, 1953
- † Eoconus J. K. Tucker & Tenorio, 2009
- † Hemiconus Cossmann, 1889
- † Herndliconus Petuch & Drolshagen, 2015
- † Papilliconus Tracey & Craig, 2017
- † Tequestaconus Petuch & Drolshagen, 2015

In passato la famiglia aveva confini molto più ampi degli attuali e comprendeva 6 sottofamiglie (Coninae, Clathurellinae, Conorbinae, Mangeliinae, Oenopotinae e Raphitominae) i cui generi sono attualmente collocati in famiglie a sé stanti, rispettivamente Clathurellidae, Conorbidae, Mangeliidae (che comprende anche Oenopotinae) e Raphitomidae.

## Medicina
Dalla tossina di una specie di questa famiglia (Conus magus) si estrae lo ziconotide, un farmaco analgesico di efficacia paragonabile o superiore a quella della morfina.